# Aidan Scott
Aidan Scott-Nickel (Città del Capo, 20 novembre 1996) è un attore sudafricano.

## Biografia

### Primi anni
Aidan Scott è nato a Città del Capo, in Sudafrica, ma è cresciuto tra l'Inghilterra e il Medio Oriente, imparando a parlare correttamente oltre all'inglese anche l'afrikaans e l'arabo. Dall'età di 16 anni ha studiato teatro e performance presso l'Università di Città del Capo conseguendo un Bachelor of Arts e portando in scena lo spettacolo The Mousetrap in tournée tra Sudafrica e Nuova Zelanda nel 2019. Ha successivamente conseguito una borsa di studio dalla Andrew Lloyd Webber Foundation grazie alla quale ha ricevuto ulteriori formazioni presso l'AFDA School for the Creative Economy, la London Academy of Music and Dramatic Art, il One World Actors Centre e il Liverpool Institute of Performing Arts.

### Carriera
Scott ha debuttato come attore nel 2018 interpretando un ruolo secondario in Action Point. L'anno successivo ha vestito uno dei ruoli principali nel cortometraggio Hand Off, presentato in anteprima all'AFDA Graduation Festival il 23 novembre 2019. Nel 2020 ha avuto un ruolo secondario nel film The Kissing Booth 2 e ha interpretato Finnick nella serie televisiva Between the Devil. Nel 2022 ha vestito i panni di Theodore Roosevelt da giovane nell'omonima miniserie di History Channel.
A marzo 2022 viene annunciato il suo ingresso nel cast della serie Netflix One Piece nel ruolo di Helmeppo. Contemporaneamente fa il suo debutto nella scena teatrale britannica interpretando Ralph in Don’t. Make. Tea. all'Edinburgh’s Traverse Theatre.

## Filmografia

### Cinema
- Action Point, regia di Tim Kirkby (2018)
- Hand Off, regia di Chadlee Skrikker – cortometraggio (2019)
- The Kissing Booth 2, regia di Vince Marcello (2020)
- The Fix, regia di Kelsey Egan (2024)
- The Shakedown, regia di Ari Kruger (2024)
- Lilies Not for Me, regia di Will Seefried (2024)
- Binding Agreement, regia di Tim Leibbrandt - cortometraggio (2024)

### Televisione
- Between the Devil – serie TV, 3 episodi (2020)
- Abraham Lincoln – miniserie TV, puntata 1x01 (2022)
- Theodore Roosevelt – miniserie TV, puntata 1x01 (2022)
- Ragazze elettriche (The Power) – serie TV, episodio 1x07 (2023)
- One Piece – serie TV, 8 episodi (2023-in corso)

## Doppiatori italiani
Nelle versioni in italiano nelle opere in cui ha recitato Aidan Scott è stato doppiato da:
- Mattia Nissolino in One Piece